# ماكيب (المهرة)

تعديل مصدري - تعديل

ماكيب هي إحدى قرى عزلة قشن بمديرية قشن التابعة لمحافظة المهرة، بلغ تعداد سكانها 324 نسمة حسب تعداد اليمن لعام 2004.